# Apostolepis
Apostolepis es un género de serpientes de la familia Colubridae y subfamilia Dipsadinae. Sus especies se distribuyen por la mayor parte de Sudamérica. Son especies fosoriales, y se caracterizan por tener tanto la cabeza como la punta de la cola de color negro.

## Especies
Se reconocen las siguientes 32 especies:
- Apostolepis albicollaris de Lema, 2002
- Apostolepis ambiniger (Peters, 1869)
- Apostolepis ammodites Ferrarezzi, Erritto Barbo & España Albuquerque, 2005
- Apostolepis arenaria Rodrigues, 1993
- Apostolepis assimilis (Reinhardt, 1861)
- Apostolepis borellii Peracca, 1904
- Apostolepis breviceps Harvey, Gonzales & Scrocchi, 2001
- Apostolepis cearensis Gomes, 1915
- Apostolepis cerradoensis de Lema, 2003
- Apostolepis christineae de Lema, 2002
- Apostolepis dimidiata (Jan, 1862)
- Apostolepis dorbignyi (Schlegel, 1837)
- Apostolepis flavotorquata (Duméril, Bibron & Duméril, 1854)
- Apostolepis gaboi Rodrigues, 1993
- Apostolepis goiasensis Prado, 1942
- Apostolepis intermedia Koslowsky, 1898
- Apostolepis lineata Cope, 1887
- Apostolepis longicaudata Gomes, 1921
- Apostolepis multicincta Harvey, 1999
- Apostolepis nelsonjorgei de Lema & Renner, 2004
- Apostolepis niceforoi Amaral, 1935
- Apostolepis nigrolineata (Peters, 1869)
- Apostolepis nigroterminata Boulenger, 1896
- Apostolepis phillipsae Harvey, 1999
- Apostolepis polylepis Amaral, 1921
- Apostolepis pymi Boulenger, 1903
- Apostolepis quirogai Giraudo & Scrocchi, 1998
- Apostolepis serrana de Lema & Renner, 2006
- Apostolepis striata de Lema, 2004
- Apostolepis tenuis Ruthven, 1927
- Apostolepis tertulianobeui De Lema, 2004
- Apostolepis vittata (Cope, 1887)